# Gulbröstad myrpitta
Gulbröstad myrpitta (Grallaria flavotincta) är en fågel i familjen myrpittor inom ordningen tättingar.

## Utbredning och systematik
Fågeln förekommer utmed västra Andernas västsluttning i Colombia och nordvästra Ecuador. Den behandlas som monotypisk, det vill säga att den inte delas in i några underarter.

## Status
IUCN kategoriserar arten som livskraftig.